# Ossaea resinosa
Ossaea resinosa är en tvåhjärtbladig växtart som beskrevs av Henry Allan Gleason. Ossaea resinosa ingår i släktet Ossaea och familjen Melastomataceae.
Artens utbredningsområde är Colombia. Inga underarter finns listade i Catalogue of Life.